# Óblast de Lugansk
Lugansk o Luhansk es una óblast (provincia) de Ucrania con capital en la ciudad de Lugansk. Desde julio de 2025 no tiene poder efectivo sobre su territorio, encontrándose ocupado y gestionado por Rusia bajo la República popular de Lugansk. Tiene una superficie de 26 684 km² y una población de 2 102 921 habitantes (estimada al 2022).

## Geografía
El óblast de Ucrania, que es fronterizo con Rusia, limita con los óblasts de Járkov y Donetsk.
| Noroeste: Óblast de Járkov  | Norte: Rusia | Noreste: Rusia |
| Oeste: Óblast de Donetsk    |              | Este: Rusia    |
| Suroeste: Óblast de Donetsk | Sur: Rusia   | Sureste: Rusia |

## Historia
La región se originó en 1938 como Óblast de Voroshilovgrad después de que el Óblast de Donetsk se dividiera entre Voroshilovgrad (hoy Lugansk) y Stalino (hoy Donetsk). Después de la invasión de la Alemania nazi en 1941, la región quedó bajo una administración militar alemana, debido a su proximidad al frente. Fue ocupado a fines de 1942 como parte de la ofensiva alemana Operación Azul dirigida hacia Stalingrado.
Poco después de la batalla de Stalingrado, la Óblast de Lugansk (en ese momento Óblast de Voroshilovgrad en honor a Kliment Voroshilov) volvió a convertirse en el centro de operaciones militares durante la operación de contraofensiva soviética Little Saturn en la primavera de 1943. En el verano de 1943, la región fue liberada de las Fuerzas Armadas de la Alemania nazi. Durante la era soviética, el Óblast llevó su nombre actual entre 1958 y 1970.
La autoproclamada República Popular de Lugansk convocó un referéndum para el 10 de mayo de 2014, en el que votó el 81 % del electorado. Los resultados fueron en más de un 90 % favorables a la «independencia estatal» respecto de Ucrania.
Desde la invasión rusa de Ucrania en 2022, el óblast ha quedado casi en su totalidad bajo ocupación rusa, siendo escenario de intensos combates. A fines de septiembre de 2022, Rusia declaró la anexión de todo el óblast, sin ser reconocida internacionalmente. A septiembre de 2024, Ucrania controlaba el 1,5% de la región,  incluidos algunos asentamientos como Hrekivka y Nadiia.
El 1 de julio de 2025, el líder designado por Rusia en la autoproclamada República Popular de Lugansk, Leonid Pasechnik, declaró que el óblast estaba ahora 100 % bajo control ruso, siendo la primera región completamente tomada tras las polémicas anexiones de 2022

## Divisiones administrativas
| Distritos de la óblast de Lugansk |
| - Raión de Alchevsk - Raión de Dovzhansk - Raión de Lugansk - Raión de Rovenki - Raión de Svátove - Raión de Severodonetsk - Raión de Starobilsk - Raión de Shchastia |

### Ciudades importantes (alfabéticamente)
- Alchevsk
- Antratsit
- Bairachki
- Bokove-Platove
- Brianka
- Donetski
- Dovzhansk (antes Sverdlovsk)
- Jolubivka (antes Kírovsk)
- Jrustalni (antes Krasnyi Luch)
- Kádievka (antes Stajánov)
- Komisarivka
- Krinichanske
- Krinichne
- Lisichansk
- Lugansk
- Pervomaisk
- Rovenki
- Rubizhne
- Severodonetsk
- Sorókine (antes Krasnodon)

### Otras localidades
- Bilohorivka
- Borivske
- Burán
- Voznesenivka